# گاتسکیه
گاتسکیه (به لهستانی:  Gackie) یک روستا در لهستان است که در گمینا گرایوو واقع شده‌است.